# ماریا اونتو
ماریا اونتو (اسپانیایی: María Onetto‎؛ زادهٔ ۱۸ اوت ۱۹۶۶ - درگذشته ۲ مارس ۲۰۲۳) بازیگر اهل آرژانتین بود.
از فیلم‌ها یا برنامه‌های تلویزیونی که وی در آن نقش داشته‌است، می‌توان به زنان قاتل، زن بی‌سر و قصه‌های وحشی اشاره کرد.